# Heinrich Büeler
Heinrich Büeler (* 12. Dezember 1901 in Cochin; † 19. Mai 1985) war ein Schweizer Rechtsanwalt und Mitglied der Frontenbewegung.

## Leben
Büeler wurde in Cochin in Britisch-Indien geboren, wo sein Vater die Niederlassung der Handelsfirma Gebrüder Volkart, Winterthur, leitete. Nach seiner Schulzeit in Winterthur studierte er von 1920 bis 1925 Rechtswissenschaften an der Universität Zürich und wurde dort promoviert. 1929 absolvierte er das Anwaltsexamen. Von 1920 bis 1924 war er Mitglied der kommunistischen Jugendorganisation der Schweiz. Zusammen mit Theodor Fischer und Wolf Wirz gründete er im Sommer 1931 den Bund Nationalsozialistischer Eidgenossen und war ausserdem Mitglied der Nationalen Front sowie des Führerkreises der im November 1940 verbotenen Nachfolgeorganisation Nationale Bewegung der Schweiz. Im Berner Prozess fungierte er als Theodor Fischers Verteidiger. Büeler arbeitete von 1935 bis 1941 als selbständiger Rechtsanwalt in Zürich und war in dieser Zeit als Verteidiger diverser Frontisten in verschiedenen Strafprozessen tätig.
Zusätzlich zu seiner juristischen Arbeit versuchte Büeler im Frühling 1941, im Auftrag des Chefs des SS-Hauptamtes illegal eine Allgemeine SS in der Schweiz aufzubauen, die als Schweizerische Sportschule getarnt wurde. Daraufhin geriet er von Juni bis Oktober 1941 in Untersuchungshaft, wurde aber schliesslich gegen Kaution entlassen. Im November 1941 floh er nach Deutschland und erwarb 1943 die deutsche Staatsangehörigkeit. Er trat zum 15. Januar 1942 in die Waffen-SS ein. Im Oktober 1943 absolvierte er zusätzlich den Lehrgang für germanische Offiziere an der SS-Junkerschule Tölz und wurde darauf Ausbilder beim Ersatzbataillon der französischen Waffen-SS-Grenadier-Division «Charles Magne» in Sennheim. Zum 9. November 1943 wurde er zum SS-Sturmbannführer befördert (SS-Nummer 424.433). Zuletzt wurde Büeler bei einer französischen SS-Brigade eingesetzt.
Im Februar 1932 wurde Büeler – in seiner Abwesenheit – zu sechs Monaten und im März 1944 zu vier Jahren Zuchthaus verurteilt wegen Gefährdung der Unabhängigkeit der Schweiz. 1945 wurde ihm das Schweizer Bürgerrecht aberkannt, bevor er 1946 in die Schweiz zurückkehrte und verhaftet wurde. Im Dezember 1947, im grossen Strafprozess gegen Franz Riedweg, Heinrich Büeler und Konsorten, vor dem schweizerischen Bundesstrafgericht in Luzern, wurde er schliesslich zu acht Jahren Zuchthaus verurteilt. Bis Februar 1954 war er in der Strafanstalt Regensdorf inhaftiert. Danach war er bis 1985 in Düsseldorf wohnhaft, wo er bis 1967 als Justiziar bei einer Bank tätig war. Der Nachlass von Heinrich Büeler befindet sich im Archiv für Zeitgeschichte der ETH Zürich.

## Schriften
- Die Entwicklung und Geltendmachung des schweizerischen Volksinitiativrechtes. Dissertation Universität Zürich. Zürich 1925.